# Sisyphus natalensis
Sisyphus natalensis là một loài bọ cánh cứng trong họ Bọ hung (Scarabaeidae).